# Palazzo Adriano
Palazzo Adriano (IPA: [paˈlatʦo adriˈano], Pallaci in arbëresh, U Palazzu in siciliano) è un comune italiano di 1726 abitanti della città metropolitana di Palermo in Sicilia.
Situato nel cuore della Sicania, alle pendici settentrionali del monte delle Rose a 696 m s.l.m., è quasi equidistante da Palermo e Agrigento (80 km).
Colonia di origine albanese (arbëreshe) del XV secolo, è stata fondata inizialmente da milizie stradiote albanesi. Da lì a poco, quando la penisola balcanica fu invasa dai turchi-ottomani, numerosi altri albanesi profughi dall'Albania raggiunsero il casale. Pur avendo perso la lingua madre, i costumi e spesso la coscienza identitaria d’origine, appartiene all'Eparchia di Piana degli Albanesi e buona parte della sua popolazione conserva il rito bizantino (o rito greco) dei padri fondatori albanesi. Venuta meno la diversità linguistica a Palazzo Adriano, l’identità etnica albanese è percepita nella diversità liturgica. Ha contribuito significativamente alla storia della letteratura albanese con numerosi intellettuali, soprattutto religiosi. Oggi vi è la compresenza di due popoli, il siciliano (detto "latino", litiri in albanese) e l’albanese (detto "greco", ovvero di rito greco, arbëreshi in albanese) che convivono pacificamente, seppur fino anche a tempi recentissimi ha portato ad aspri scontri etnico-religiosi.
Noto per essere stato tra i principali set del film premio Oscar Nuovo Cinema Paradiso (1988), nel 2014 ha ottenuto dalla Regione siciliana il riconoscimento di "paese a vocazione turistica". Nel 2019 a seguito dell'annullamento del "Parco dei Monti Sicani", è tornato ad essere sede della "riserva naturale orientata Monti di Palazzo Adriano e Valle del Sosio". L'amministrazione comunale può utilizzare nei documenti ufficiali e nella segnaletica stradale la lingua albanese, ai sensi della vigente legislazione che tutela le minoranze etno-linguistiche. Il comune montano appartiene all'Unione dei Comuni Albanesi di Sicilia "Besa" (Lidhja e Bashkivet "Besa"). È un centro dedito soprattutto all'agricoltura e al settore primario.

## Geografia fisica
Palazzo Adriano è situato su un altopiano alle falde del Monte delle Rose / Mali i Trëndafilët (appartenente alla catena dei Monti Sicani) nell'entroterra di Palermo, al confine con la provincia di Agrigento. Il paese è ubicato a 695 m s.l.m. alle pendici del cozzo Braduscia.

### Territorio
Il territorio di Palazzo Adriano si estende per 12 925 ettari, corrispondente a quella parte del territorio antico di Prizzi donato, nel 1160, ai monaci cistercensi del monastero di San Cristoforo, situato tra Filaga e Montescuro.
- Classificazione sismica: zona 2 (sismicità medio-alta), Ordinanza PCM n. 3274 del 20/03/2003[8]

#### Orografia

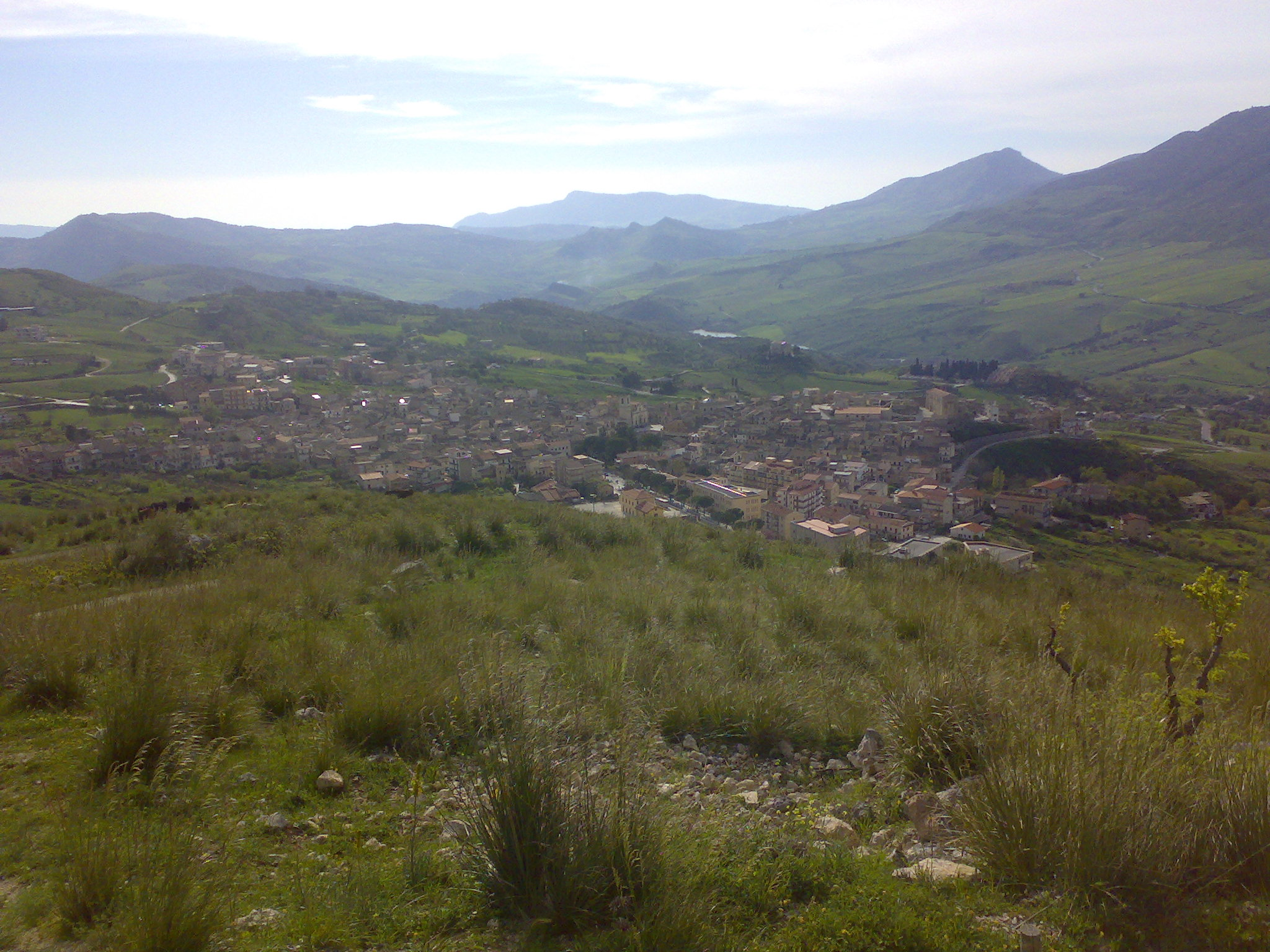
Panorama di Palazzo Adriano

- Monte delle Rose / Mali Trëndafilëvet , (1436 m)
- Monte Indisi (1187 m)
- Monte Scuro detto anche Montescuro / Mali i Zi (1301 m)
- Colle San Nicola / Kodra Shën Kolli (648 m)

#### Idrografia
Il territorio di Palazzo Adriano è attraversato in gran parte dal fiume Sosio, che nasce dai monti di Bivona e Santo Stefano Quisquina.

### Clima
- Classificazione climatica: zona D, 1716 GG[9]

## Storia

### Età medievale
I primi dati sull'esistenza del casale Arianum si hanno fin dal 1060 sotto il regno del conte Ruggero, quando Gerlando (primo vescovo di Agrigento dopo la cacciata dei saraceni) fondò le prime 14 prebende canonicali della mensa arcivescovile di Agrigento, con le decime dovute da alcuni borghi e luoghi abitati delle diocesi, tra cui sono riportati Prizzi e il suddetto casale Arianum. Più certi sono i dati sul casale di Palazzo Adriano riportati in un documento del 1160 (in cui venne scritto "sicut dividitur aqua inter Adrianum et Peritium" "Come si divide l'acqua tra Adriano e Prizzi") e, in seguito, in altri documenti del 1243 (Federico II conferma la donazione di Matteo Bonello delle terre ai monasteri e concede al monastero di Santa Maria di Fossanova la Villa di Adriano, fino ad allora di pertinenza del demanio della Corte Imperiale, compresa la giurisdizione sugli abitanti), del 1273 (atto di divisione tra i monasteri di Sant'Angelo e San Cristoforo dove per la prima volta si ritrova il nome Palacium Adriani) e di altri documenti che risalgono all'epoca dei Vespri Siciliani.
A partire dal 1282 i feudi che oggi costituiscono il territorio di Palazzo Adriano videro susseguirsi più di trenta baronie concesse in enfiteusi tutte dagli abati del monastero di Santa Maria di Fossanova. Quest'ultimo ebbe riconosciuto il diritto di amministrazione dei feudi per più di 500 anni fino al 1787, quando la Real Corte di Ferdinando IV di Napoli incamerò tutte le terre, affidandone l'amministrazione alla Reale Commenda della Magione di Palermo. Alcuni enfiteuti sono stati Nicolò de Apilia (Abella), Margherita Ventimiglia, i Villaraut, gli Opezzinghi, i Montescuro, i Notarbartolo ed altri.

### Età moderna
Una pagina importante nella storia di Palazzo Adriano è stata scritta a partire dal XV secolo, quando un gruppo di militari albanesi, gli arbëreshë, si insediò nella zona ormai disabitata ripopolandola. Con la caduta delle ultime resistenze albanesi capeggiate da Giorgio Castriota Skanderbeg, numerosi albanesi dovettero abbandonare l'Albania per fuggire all'avanzata devastante turca, raggiungendo la Sicilia e insediandosi nel piccolo casale costruito da pastori e contadini. Con le altre andate migratorie, tra cui anche quelle di alcuni Arvaniti provenienti dalla Morea, il casale crebbe di popolazione e di sviluppo.
Attraverso i secoli gli arbëreshë mantennero intatta la loro cultura e continuarono a parlare la lingua madre albanese, fin quando, dal XIX secolo, non entrarono nel paese famiglie provenienti dai territori vicini. Da allora l'equilibrio secolare si ruppe, dando inizio ad un impoverimento della lingua locale e vita ad una comunità in cui oggi coesistono famiglie di rito latino e di rito bizantino. Palazzo Adriano, difatti, aveva a lungo conservato cinque autonomie: amministrativa, giudiziaria, economica, religiosa e militare, di origine balcanica, permesse e riconosciute dalla legislazione del regno meridionale.

### Simboli
Ecco la descrizione araldica dello stemma del Comune di Palazzo Adriano: 
(Statuto comunale, art. 1)
L'aquila bicipite su sfondo rosso è il simbolo del comune che si ricollega all'antica origine albanese. Il gonfalone comunale consiste in un drappo quadrangolare di velluto rosso, raffigurante all'interno lo stemma comunale, è custodito presso la stanza del sindaco.

## Monumenti e luoghi d'interesse

### Architetture religiose

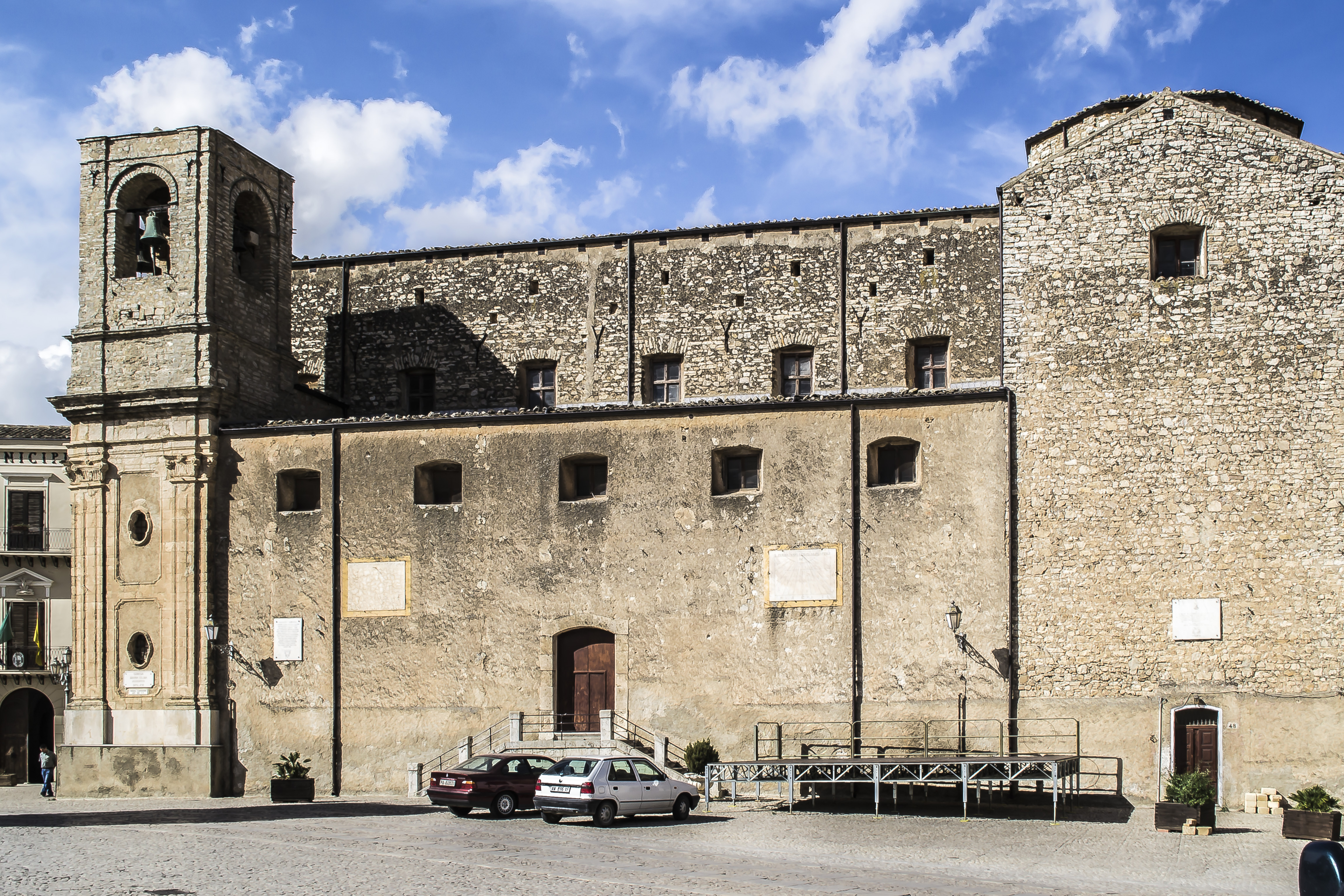
Chiesa matrice di Maria Santissima Assunta di rito bizantino (XVI secolo)

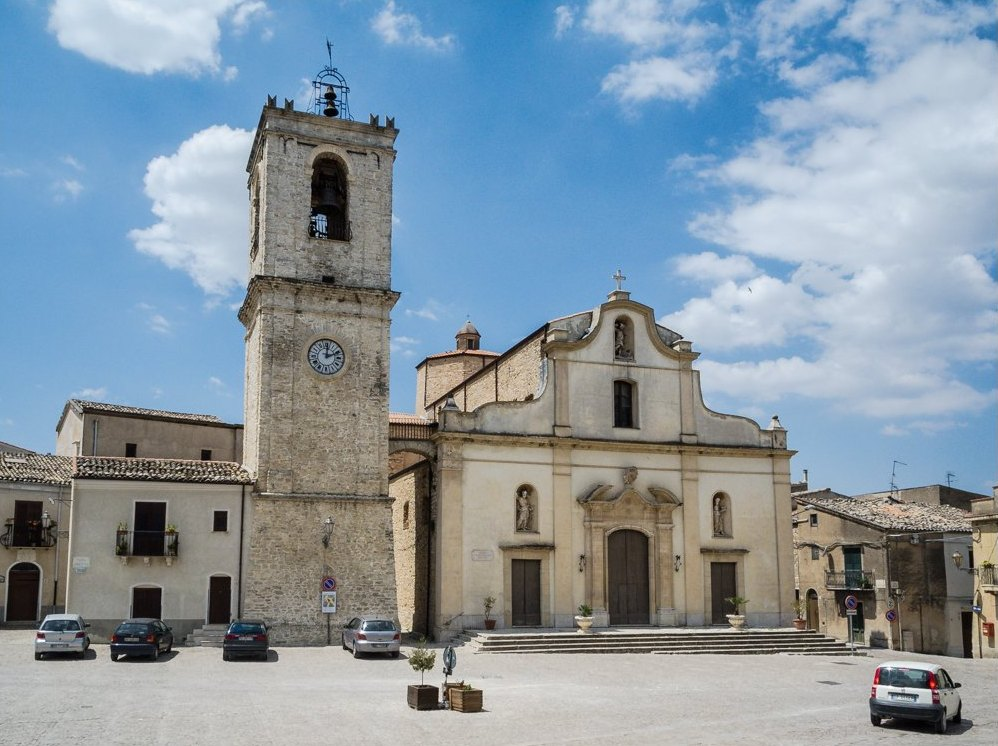
Chiesa Santa Maria del Lume di rito latino, (XVII secolo)

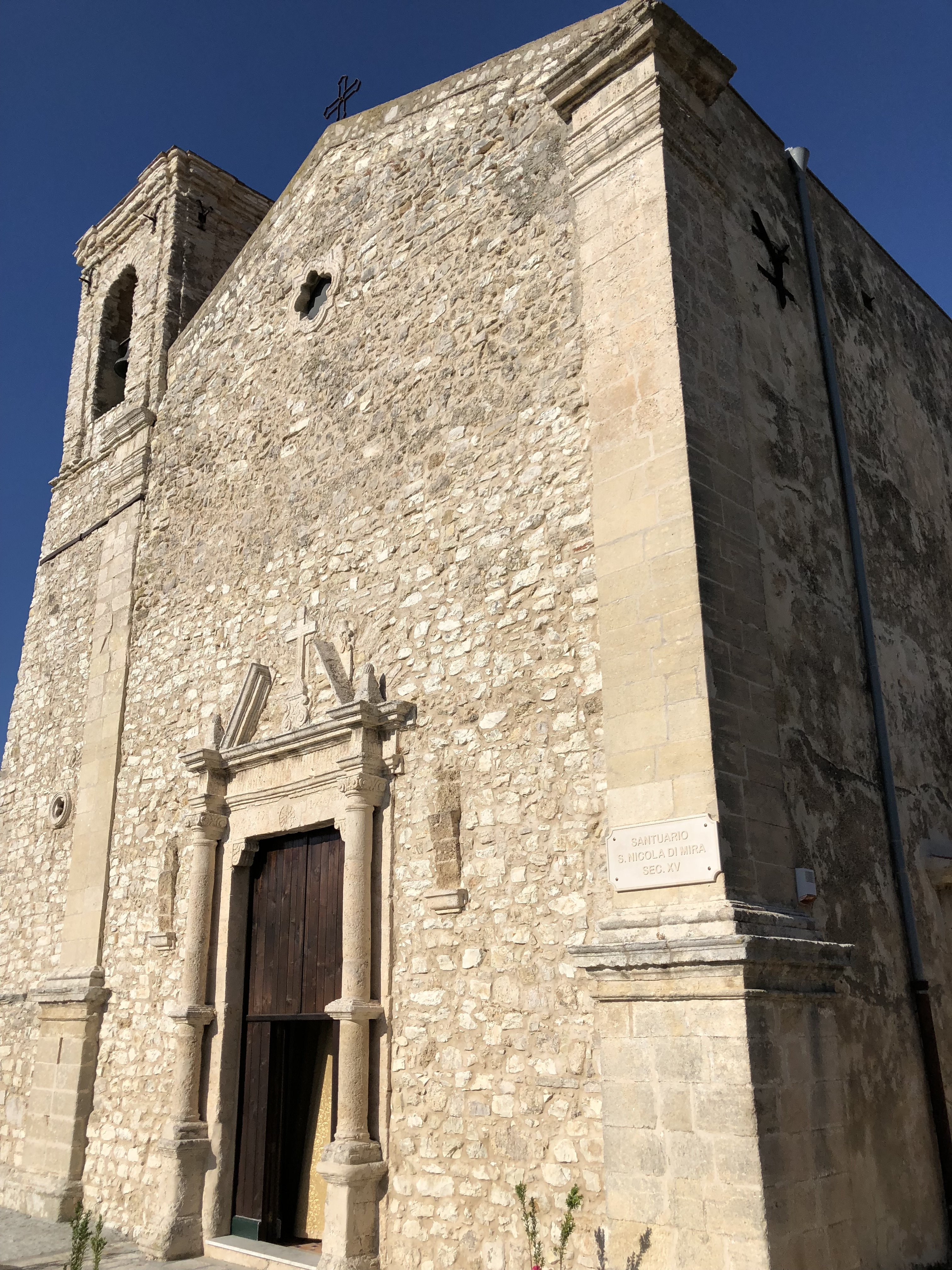
Chiesa di San Nicola, di rito bizantino (XV secolo)

- Chiesa di Maria Santissima Assunta (XVI secolo), di rito bizantino, sita in piazza Umberto I, nella parte centrale del paese, all'interno viene custodito il simulacro di Sant'Antonio il Grande e il simulacro dell'Immacolata Concezione, è considerata la più grande e la più decorata tra le chiese di rito bizantino di Sicilia e Calabria, inoltre è la matrice del paese;
- Chiesa di Maria Santissima del Lume (XVIII secolo), inizialmente di rito bizantino e in seguito ceduta al rito latino, sita in piazza Umberto I, nella parte centrale del paese, all'interno custodisce il simulacro della Madonna di Fatima, il simulacro di Sant'Antonio di Padova, il simulacro di San Francesco da Paola e il neo restaurato simulacro dell'Immacolata concezione;
- Chiesa di Maria Santissima del Carmelo (XVI secolo), inizialmente di rito bizantino e in seguito ceduta al rito latino, sita in via XX Settembre, nella parte centrale del paese. A navata unica, presenta un portale con colonne dai capitelli corinzi. All'interno è stata ambientata la sala cinematografica del film Nuovo Cinema Paradiso di Giuseppe Tornatore, al suo interno viene custodito il simulacro della Madonna del Carmine, di San Giuseppe, della Pietà e di Santa Rosalia.
- Chiesa di San Giovanni Battista (XVII secolo) di rito bizantino, sita in via Emerico Amari. Anche questa chiesa, di proporzioni modeste, ma artisticamente ben costruita, è stata eretta ad opera dei profughi albanesi a Palazzo Adriano. La chiesa anticamente era annessa ad un convento di suore collegine (di clausura) che fino alla prima metà del secolo scorso era sede di alcune classi della scuola elementare.
- Chiesa di Sant'Antonio da Padova (XV secolo) di rito latino, sita fuori paese, al suo interno vi è un piccolo simulacro di San Antonio da Padova
- Chiesa della Madonna del rosario (detta della Pietà) (XVIII secolo) di rito bizantino. La chiesa, non molto lontana dall'abitato, venne costruita a spese del nobile Bartolomeo Costa nell'anno 1729. Gravemente lesionata dal tempo e dalle intemperie, essa venne completamente restaurata nel 1966. Essendo stato aggiunto allora un campanile di piccole proporzioni, si venne a trasformare lievemente l’antica struttura architettonica, in questa piccola chiesa viene celebrata la festa dell'Ascensione del Signore, anticamente chiamata "festa de lattuche".
- Chiesa di San Nicola (XV secolo), sita in salita SS. Crocifisso, di rito bizantino, all'interno viene custodito il simulacro del Santo Patrono San Nicola e la "vara" del Santissimo Crocifisso, scolpita dal Marabitti nel 1639; di recente ristrutturazione è stata riaperta dopo circa mezzo secolo di chiusura per problemi alla struttura; è la chiesa più antica del paese, costruita dagli albanesi dopo il loro arrivo.
- Santuario di Maria Santissima delle Grazie (XVI secolo), sito fuori paese, di rito bizantino, all'interno viene custodito il simulacro della Madonna delle Grazie;
- Cappella di San Calogero di rito Latino, sito fuori paese.
- Cappella di San Calogero di rito Bizantino, sita fuori paese e ristrutturata da pochi anni da parte di privati. Ogni anno il 18 giugno (in cui si fa memoria del Santo), viene celebrata la Divina Liturgia.

### Architetture civili

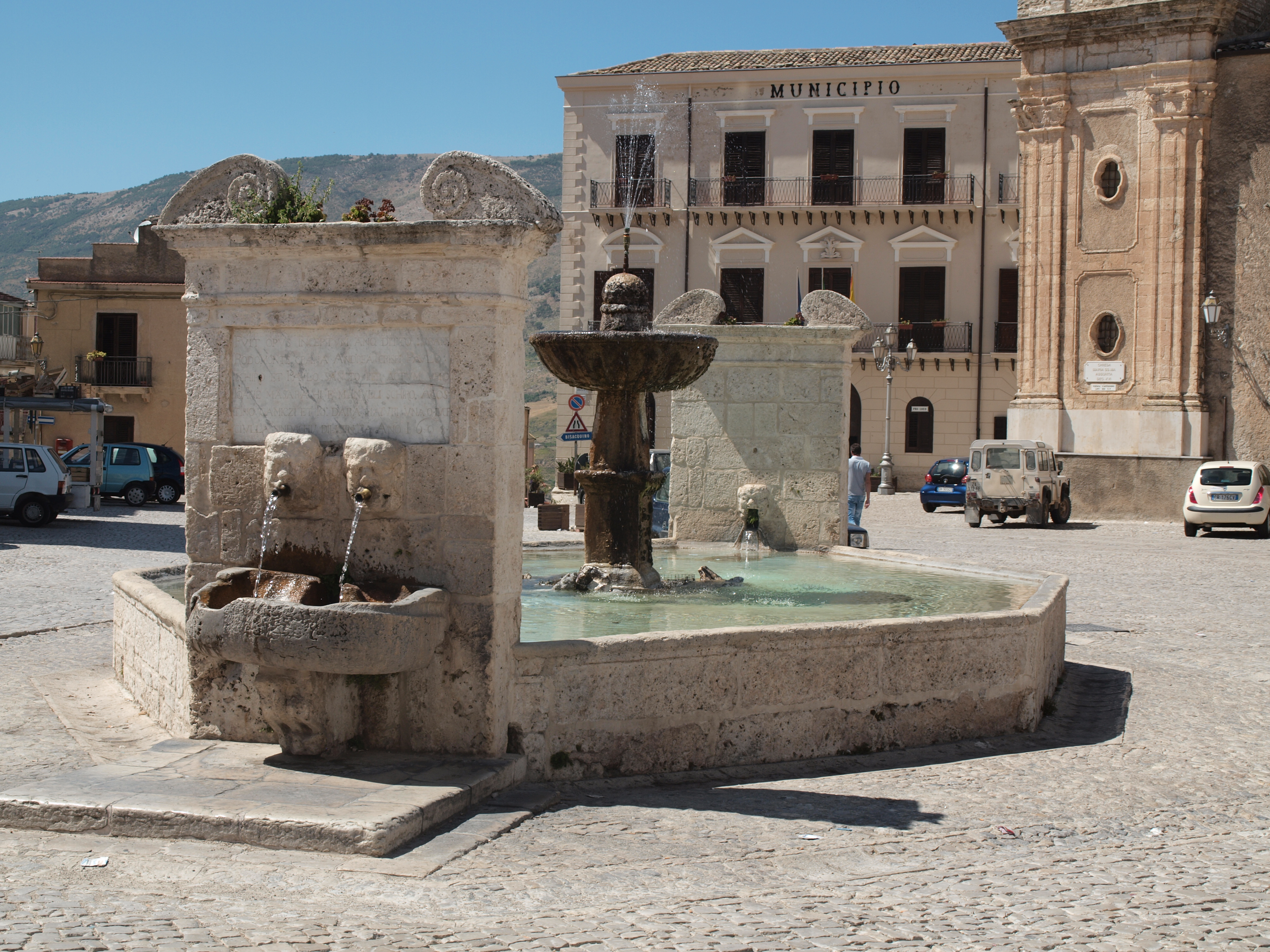
Fontana ottagonale di piazza Umberto I (1608)

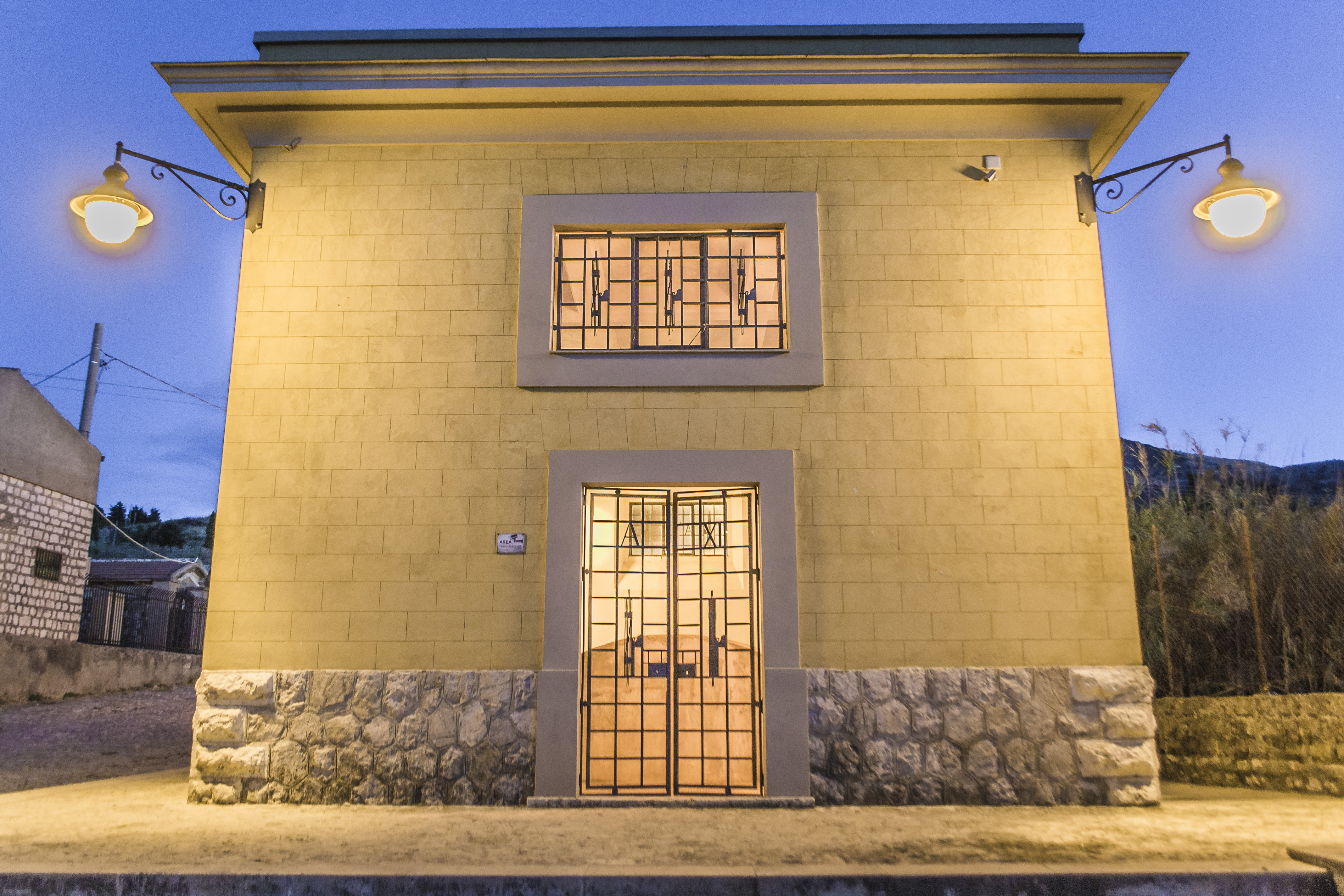
Lavatoio comunale (1938)

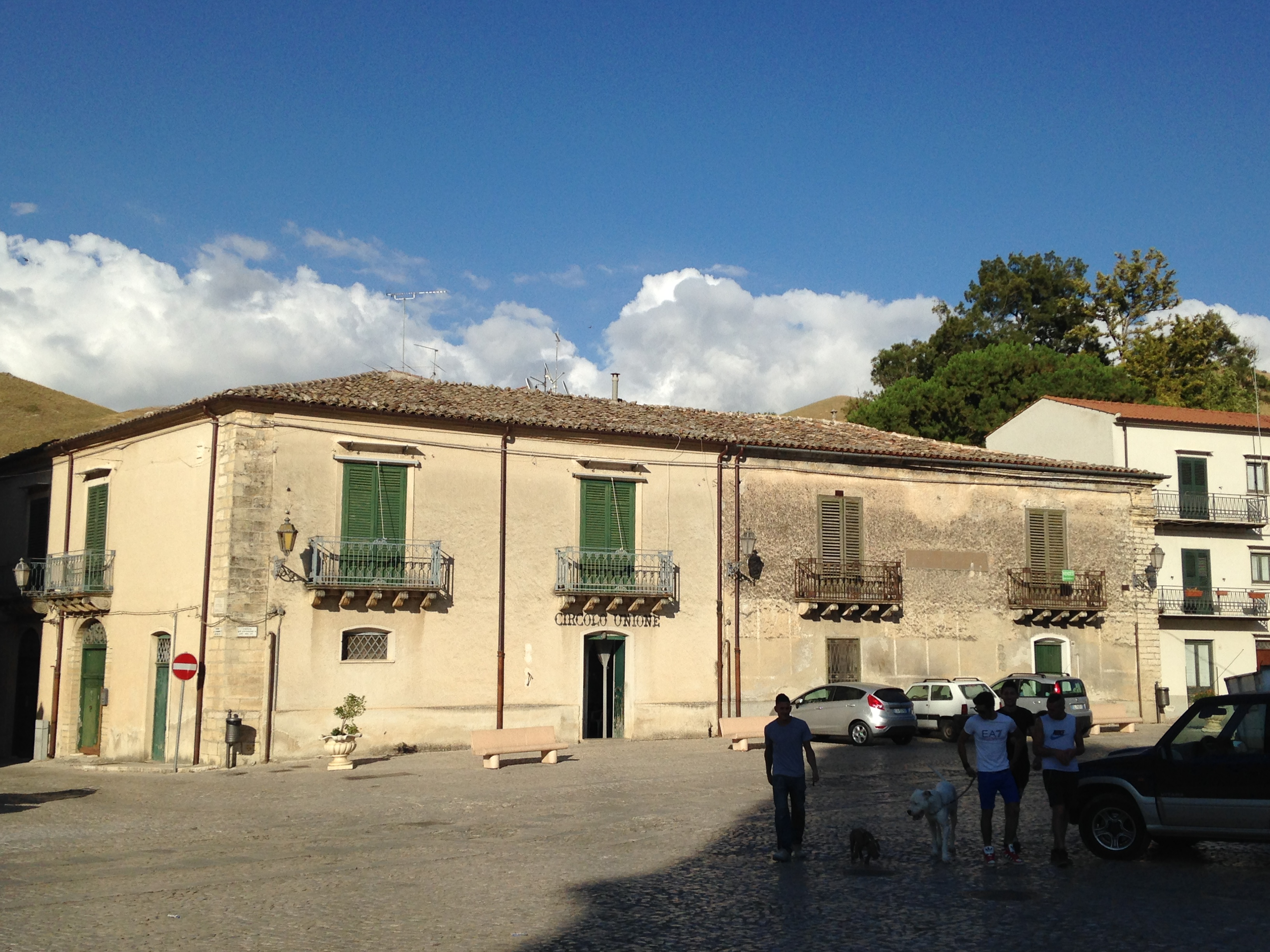
Palazzo dei baroni Mancuso, (XVIII secolo)

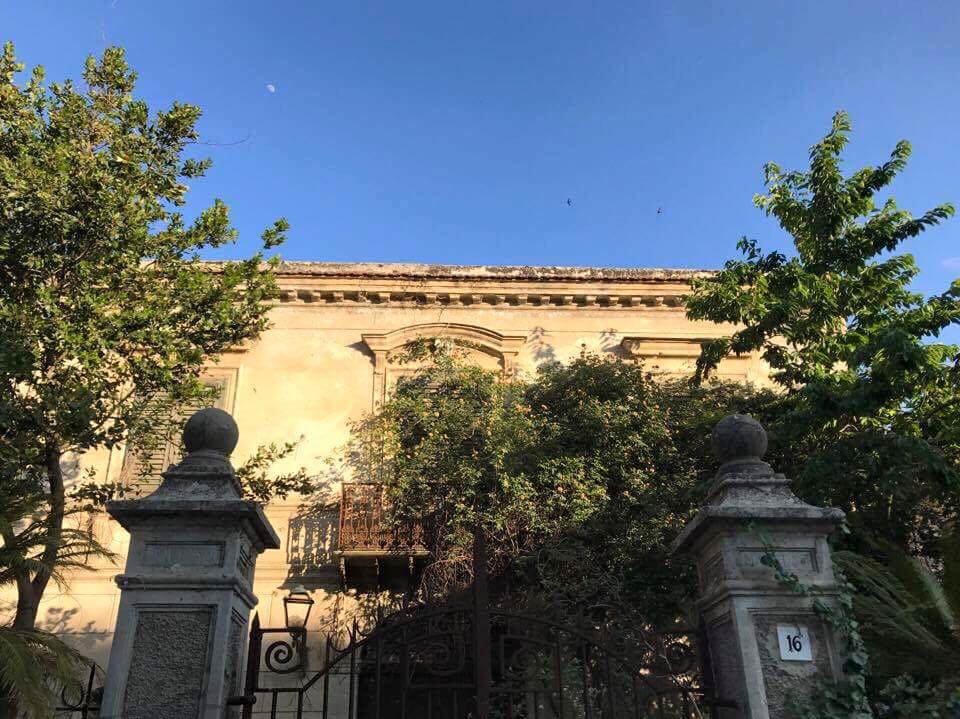
Villa del barone Vincenzo Mancuso Pasciuta (XIX-XX secolo)

- Palazzo Municipale (ex Palazzo Dara): sito in Piazza Umberto I, edificio appartenuto alla famiglia Dara, di nobili origini arbëreshe. Palazzetto settecentesco, caratterizzato da un arco di entrata attraverso il quale si accede in un cortile interno adornato da una fontana. Il palazzo è di proprietà del comune dal 1948.[13]
- Palazzo dei Baroni Mancuso: palazzetto settecentesco prospiciente sulla piazza principale e dotato di più ingressi, sia su via Vittorio Emanuele che su via Armando Diaz, dove il toponimo Orto Barone ricorda la proprietà originaria dell'attuale giardino pubblico donato dai Mancuso. Il palazzo, forse originariamente dimora dei Baroni Schirò, passò ai baroni Mancuso tra cui si ricorda Pietro Mancuso Dara, prodittatore nominato da Garibaldi nel 1860 e successivamente Sindaco della cittadina per qualche decennio. Nella prima metà del Novecento a pianterreno erano allocati i trasformatori per l'elettricità prodotta da un impianto idroelettrico del Barone Vincenzo Mancuso Pasciuta, figlio del precedente, che fu la prima forma di alimentazione di tal genere per Palazzo Adriano.
- Casa d'infanzia di Francesco Crispi, sita nell'omonima via, con una lapide commemorativa sulla facciata.
- Villa del Barone Vincenzo Mancuso Pasciuta: sita in Viale Vittorio Veneto, fu realizzata tra la fine del XIX e i primi anni del XX secolo. La casa, il cui giardino è stato occupato da una costruzione moderna, fu decorata con pitture di Giuseppe Enea, pittore-decoratore palermitano attivo anche nel Teatro Massimo di Palermo. Adiacente al giardino scomparso era altro terreno che fu donato dal Barone Vincenzo a favore della stazione del treno che fu inaugurata nel 1920. I pilastrini del cancello furono realizzati dall’architetto Emanuele Palazzotto alla fine degli anni Trenta del Novecento, autore anche della cappella Mancuso nel cimitero locale. Palazzotto aveva sposato Angela figlia del barone Vincenzo.
- Villa comunale (o parco della Rimembranza): sito in viale Vittorio Veneto, la sua costruzione iniziò nel primo dopoguerra (1920), per volere delle autorità comunali. Il parco è dedicato alla memoria dei palazzesi caduti nel primo conflitto mondiale, e vi sono stati piantati 45 alberi, tanti quanto i caduti[13], oltre ai quali vi è una lapide in memoria del Capitano dei Carabinieri Mario D'Aleo, ucciso da Cosa Nostra.
- Fontana di piazza Umberto I: risale al 1608; riporta sulle lapidi, il nome degli amministratori che la fecero costruire. A realizzare la fontana, dalla caratteristica forma ottagonale, furono i chiusesi Nicolò Gagliano e Vito Termini (1607) e il burgitano Vito Lo Domino (1684), che scolpì, in gusto barocco, un vaso con pigna[13], oggi custodito nella sala antica del Palazzo Municipale.
- Lavatoio comunale: fu costruito nel 1938, in pieno regime fascista, per volere di Benito Mussolini; visitando il paese in occasione dell'inaugurazione della diga del lago di Gammauta, infatti, vide alcune donne in ginocchio lavare i panni presso le sorgenti aperte di Fontana Grande (alla fine dell'odierna via XX settembre), battendo la biancheria su alcune pietre, e decise di far costruire un lavatoio. L'edificio è stato restaurato nel 2010[13].
- Ex stazione ferroviaria, dal 2021 adibita a stazione dei carabinieri, sita in via Pietro Nenni.
- Casa Del Fanciullo: sita in Viale Vittorio Veneto, è sede degli uffici scolastici di Palazzo Adriano, ma nei decenni precedenti, soprattutto il dopoguerra, è stata sede della scuola primaria e secondaria del Paese e centro di colonie estive di numerosi bambini ed adolescenti venuti anche soprattutto dalle grandi città vicine come Palermo.

### Architetture militari

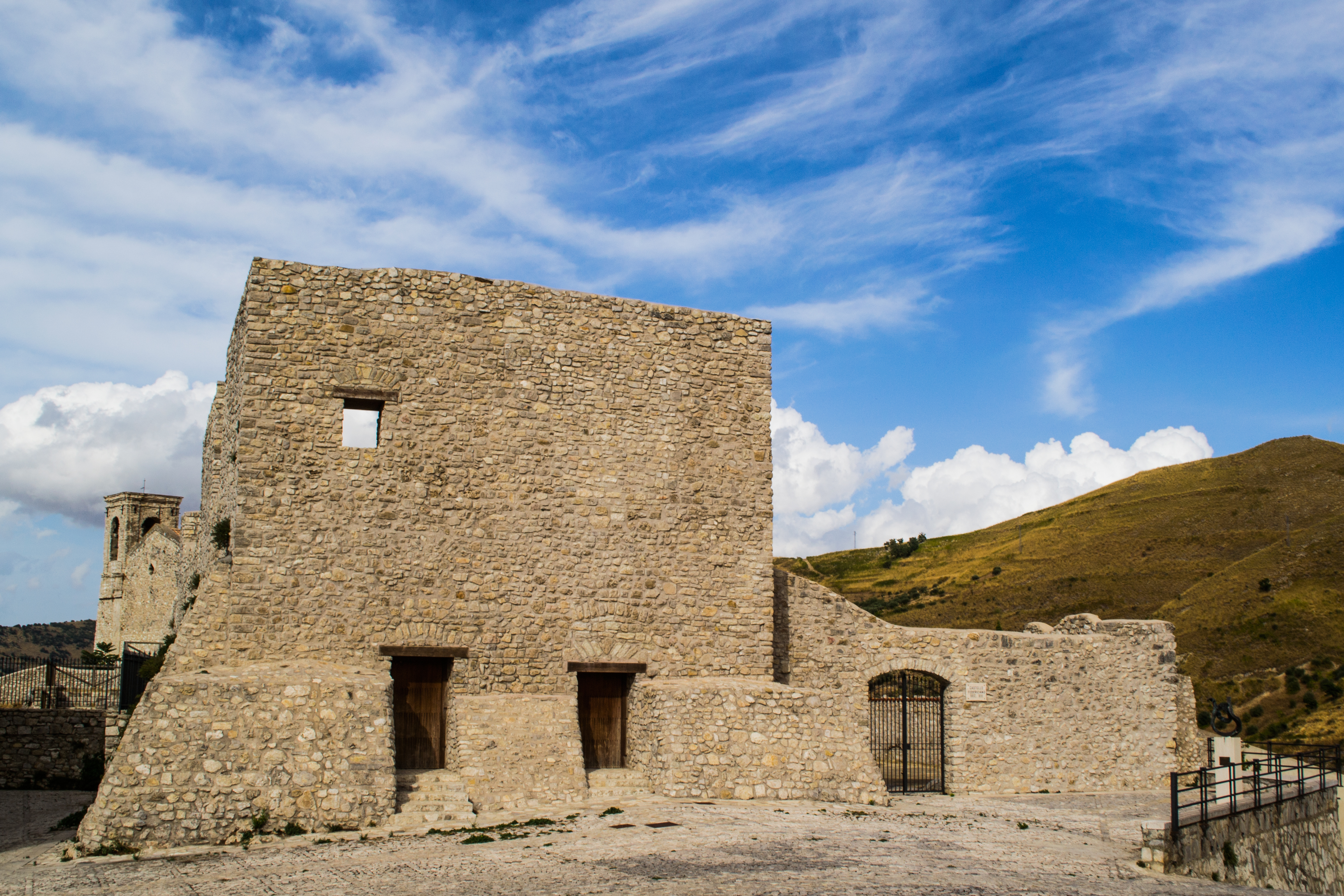
Il castello borbonico (XVIII secolo)

- Castello borbonico, sito in Salita Teatro, sul colle San Nicola.

### Altro
- Viale Vittorio Veneto.
- Piazzetta Garibaldi, piccola piazzetta dove ogni anno in occasione del 24 giugno, festa di San Giovanni Battista, si tiene la tradizionale “rumputa ri pignati”.
- Via Vittorio Emanuele II, oltre ad essere una delle vie principali del paese, ha anche una valenza storica: è detta dai palazzesi, infatti, Strata Latina.
- Via Francesco Crispi, la più lunga via del paese, detta dai palazzesi come Strata ranni.
- Piazza Umberto I, la piazza principale del paese, raffigurata nel film Nuovo cinema Paradiso di Giuseppe Tornatore.
- Casa di Totò in "Nuovo Cinema Paradiso", sita in via Molinello 110, a nord del paese, nei pressi di via XX settembre.
- Casa di Alfredo in "Nuovo Cinema Paradiso", sita sotto l'arco di via Chiara, nei pressi della piazza Umberto I.
- Un particolare che caratterizza Palazzo Adriano è la notevole presenza di fontane da cui sgorga acqua fresca, sono 33 le fontane presenti nel territorio palazzese, la più caratteristica; la fontana ottagonale di Piazza Umberto I, inoltre è presente una fontana, sempre in piazza Umberto I, con inciso il nome del proprietario, la famiglia Dara.
- Piazza Papa Giovanni Paolo II, nei pressi dell'ex ospedale, si trova il punto di atterraggio dell'elisoccorso.
- Piazzale Gen. Carlo Alberto dalla Chiesa sito sul piazzale dell’ex stazione ferroviaria, inaugurato nel novembre 2018 in memoria delle vittime di mafia[14]

### Siti archeologici
Nel territorio di Palazzo Adriano si trovano, ancora integri, sia la Pietra di Salomone, sulla cui parete ovest si trovano alcune stanze, scavate dai bizantini e usate come vedette, sia la Pietra dei Saraceni, in cui è scolpita una scala che porta a un pozzo di forma circolare, probabilmente per la raccolta dell'acqua piovana.

### Aree naturali
Gran parte del territorio del comune di Palazzo Adriano ricade all'interno della riserva naturale orientata Monti di Palazzo Adriano e Valle del Sosio, istituita nel 1997 e comprendente anche i territori dei comuni di Bivona, Burgio e Chiusa Sclafani; nel territorio della riserva naturale sono stati trovati i più antichi reperti fossili della Sicilia.

## Società

### Evoluzione demografica
| Evoluzione storica della popolazione |       |
| 1625                                 | 2 841 |
| 1715                                 | 3 428 |
| 1765                                 | 3 875 |
| 1861                                 | 5 181 |
| 1882                                 | 5 882 |
| 1986                                 | 2 964 |
| 1991                                 | 2 767 |
| 2001                                 | 2 530 |
| 2011                                 | 2 227 |

Abitanti censiti

Nonostante l'ampiezza del territorio, la popolazione di Palazzo Adriano non ha mai raggiunto quote elevatissime: dopo essere stato disabitato nel XIII secolo e ripopolato dagli albanesi in quello successivo, il paese ha vissuto un forte incremento demografico nel XVII secolo, fino ad arrivare a quasi 6 000 abitanti alla fine del XIX secolo. A causa del fenomeno dell'emigrazione che colpì Palazzo Adriano e l'intera Sicilia, tra la fine dell'Ottocento e l'inizio del Novecento la popolazione dapprima si stabilizzò, poi cominciò a decrescere, fino a quando, nel secondo dopoguerra, arrivò a perdere più di mille abitanti. Negli ultimi decenni la popolazione si mantenne costante intorno ai 3 000 abitanti; all'inizio del XXI secolo, giunse a circa 2 600 abitanti.

### Etnie e minoranze straniere

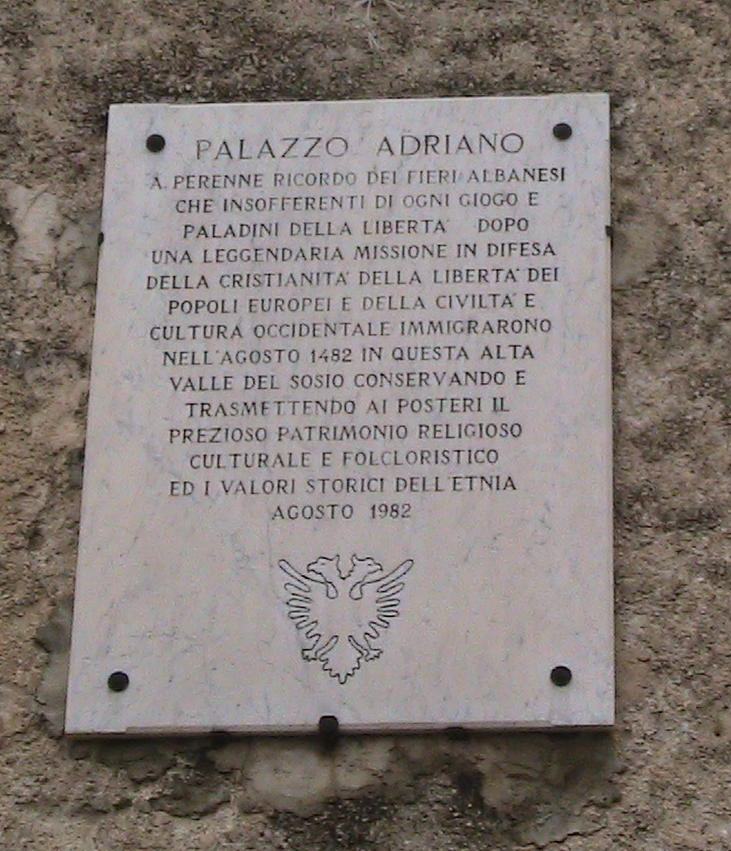
Lapide marmorea commemorativa degli albanesi di Palazzo Adriano agosto 1982

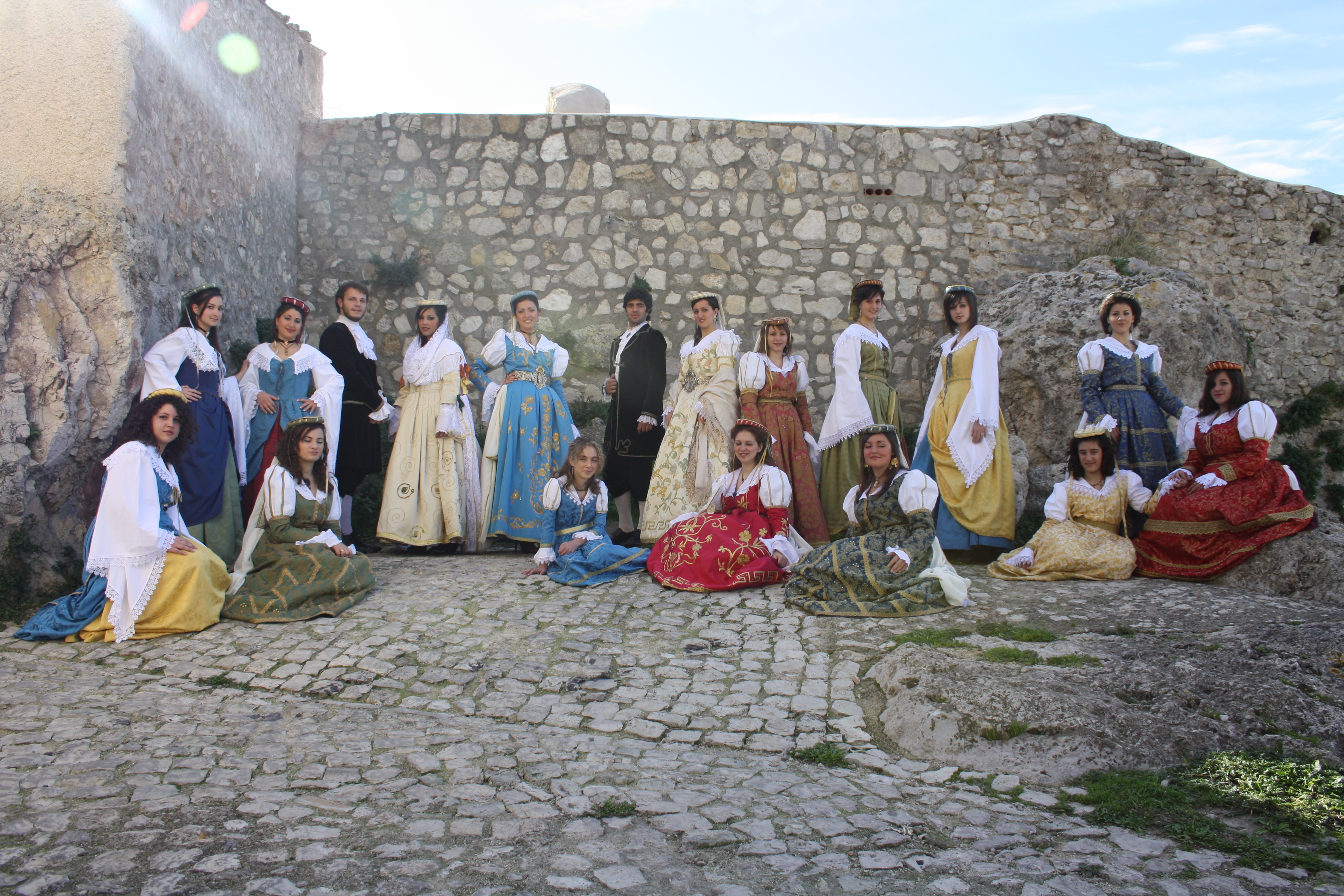
Costumi albanesi riprodotti su modello di quelli antichi

Gli stranieri residenti a Palazzo Adriano al 1° gennaio 2024 sono 57 e rappresentano il 3,2% della popolazione residente.  
La comunità straniera più numerosa è quella proveniente dal Bangladesh con il 31,6% di tutti gli stranieri presenti sul territorio, seguita dalla Romania.
La lingua albanese e la cultura originaria è andata irrimediabilmente persa nel XIX secolo, ma si è mantenuto il rito bizantino degli avi. Il rito è l'unico elemento che rappresenta l'origine, l'identità degli antichi abitanti e continua a preservare la memoria storica. I costumi femminili albanesi di Palazzo Adriano, anch'essi persi, tuttavia in fase di ripresa, sono stati ripresi in alcuni acquerelli da Jean Houel quando, facendo un viaggio in Sicilia e a Malta alla fine del Settecento, sostò per un breve periodo a Palazzo Adriano, affermando che: "[...] le donne albanesi si vestono con grande sfarzo nei giorni di festa".

### Lingue e dialetti
L'idioma più diffuso è la lingua italiana. Il dialetto, entrato preponderatamente dal XIX secolo, fa parte della famiglia dei dialetti centro-occidentali del siciliano.
Sebbene Palazzo Adriano sia delimitato come "comune di minoranza albanofona" ai sensi della legge 482/99 ("Norme in materia di tutela delle minoranze linguistiche storiche"), la lingua albanese, l'arbëresh, non è più la lingua comune della comunità, ed è oggi persa. L'albanese sussiste nelle preghiere liturgiche delle parrocchie di rito bizantino ed è parlata solo da pochi (sacerdoti di rito orientale, i papàdes, intellettuali, ex-studentesse del "Collegio di Maria", ex-studenti del "Seminario Italo-Albanese" ed anziani del posto). Sul Monte delle Rose (Mali i Trëndafilëvet ) gli arbëreshë di Palazzo Adriano sono soliti recarsi ogni 1º agosto (E para e gushtit) per intonare il canto nostalgico dell'esule albanese O e bukurà Morè (Oh bella Morea) rivolti verso l'Albania, loro terra natia.
Il toponimo Palazzo Adriano presenta la forma in arbëresh "Pallaci", i suoi abitanti sono chiamati dalle comunità dell'Eparchia pallacjot/e (palazzese/a) o pallacjotët (palazzesi).

### Religione

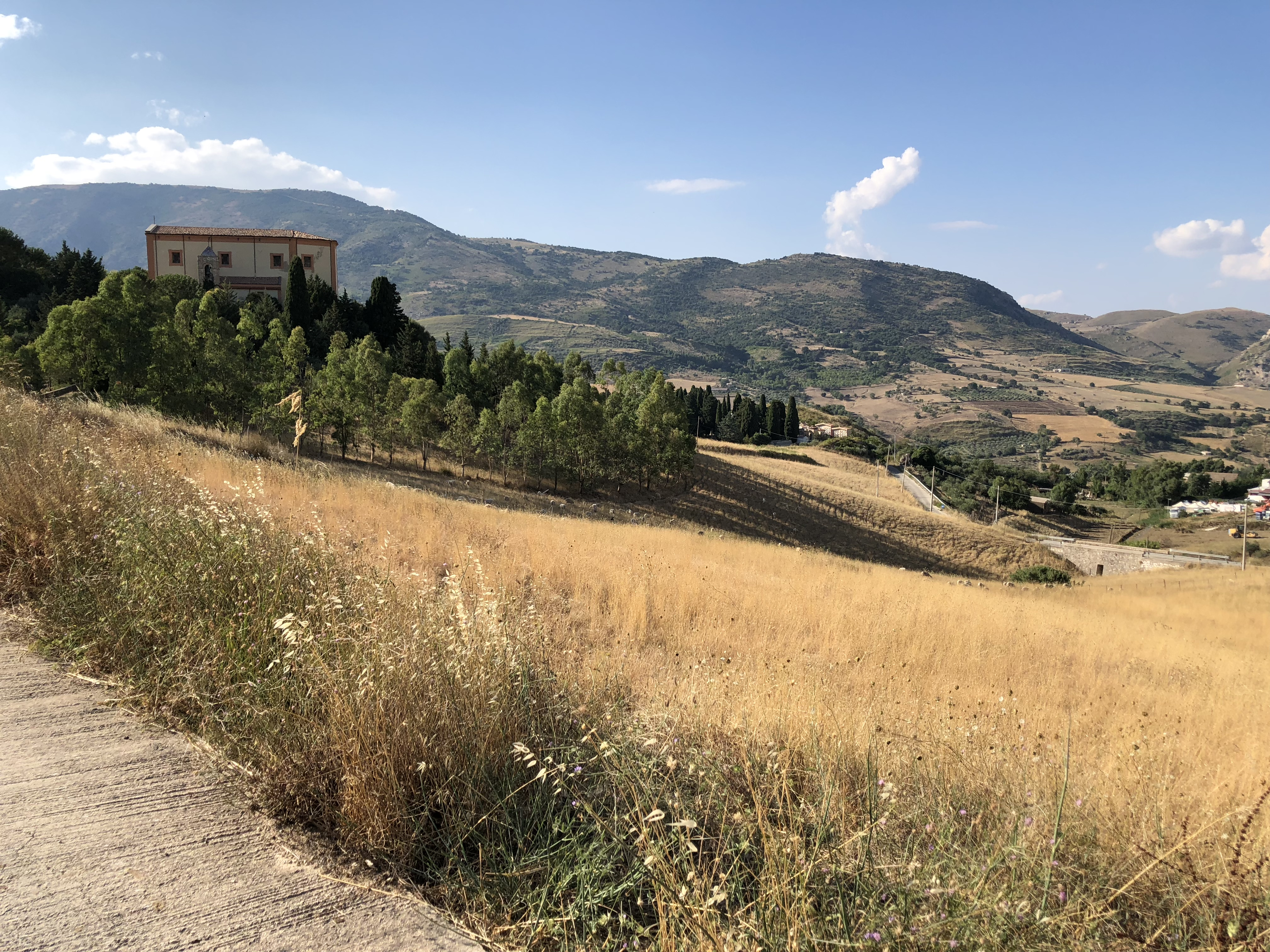
Santuario della Madonna delle Grazie di rito bizantino

La caratteristica principale di Palazzo Adriano è la convivenza di due differenti gruppi etnico-religiosi, che pertanto seguono riti diversi: gli abitanti d'origine albanese di rito bizantino, detti impropriamente anche "greci", e i siciliani di rito romano, i "latini". Entrambi i gruppi conservano i propri usi, costumi e tradizioni, ed il loro attaccamento al proprio rito talvolta sfocia in controversie e rivendicazioni su fatti storici e culturali che coinvolsero buona parte del paese: l'acredine che più oppose i due gruppi è quella dovuta alle varie ipotesi riguardanti le origini di Palazzo Adriano. Palazzo Adriano appartiene all'Eparchia di Piana degli Albanesi, dopo essere stata per secoli all'interno dell'Arcidiocesi di Agrigento e successivamente nell'Arcidiocesi di Monreale

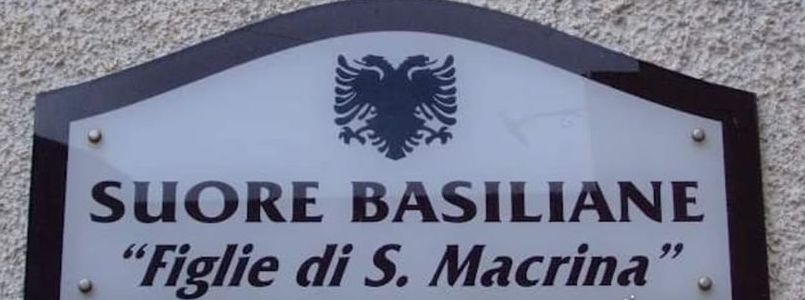
L'insegna delle suore basiliane a Palazzo Adriano

Dal 1924 la Congregazione delle Suore basiliane figlie di Santa Macrina di rito bizantino, presente nelle comunità italo-albanesi o in località in cui sono presenti emigrati o istituzioni arbëreshë, opera di apostolato nelle parrocchie, di assistenza, di educazione e di istruzione dei bambini e dei giovani negli asili, nelle scuole e nei collegi e l'assistenza agli ammalati, agli anziani ed agli invalidi.
Da Palazzo Adriano furono vescovi ordinanti per gli albanesi di rito greco di Sicilia Francesco Chiarchiaro † (23 settembre 1748 - 31 ottobre 1834 deceduto) e Giuseppe Crispi † (14 aprile 1836 - 10 settembre 1859 deceduto), titolari di Lampsaco nell'odierna Turchia; mentre fu vescovo ordinante per gli albanesi di rito greco-bizantino di Calabria Giovanni Barcia † (24 aprile 1902 - 2 dicembre 1912 deceduto), titolare di Croia in Albania. Sono stati da Palazzo Adriano anche monaci basiliani del Monastero Esarchico di Grottaferrata; l'ultimo dei quali è stato Padre Antonio Costanza † (27 marzo 1931 - 02 agosto 2024), ex direttore del laboratorio di restauro del libro antico.

### Tradizioni e folclore
A Palazzo Adriano durante l'anno ci sono numerose ricorrenze religiose e sociali dovute alla compresenza delle due differenti etnie: quella albanese (di rito bizantino) e quella siciliana (di rito latino). 
- Epifania, secondo la liturgia bizantina, la tradizionale "vulata da palumma" in piazza Umberto I, 6 gennaio.
- Sant'Antonio il grande, secondo la liturgia bizantina, benedizione del bestiame e macchine agricole, 17 gennaio.
- San Giuseppe, secondo il rito latino, processione per le vie del paese con il simulacro di San Giuseppe, tradizionale "tavolata del pane" in onore del Santo, 19 marzo.
- Pasqua, secondo la liturgia bizantina processione con l'urna del Cristo morto.
- Martedì di Pasqua, festa della Madonna delle Grazie secondo la liturgia bizantina, Processione per le vie del paese.
- Primo maggio festa dei novelli sposi.
- Peregrinatio Mariae, secondo il rito latino, processione per le vie del paese con il simulacro della Madonna di Fatima, 13 maggio.
- Martedì di Pentecoste, festa della Madonna dell'Entrata (Odigitria o Itria), secondo la liturgia bizantina, processione per le vie del paese con il quadro della Madonna dell'Entrata.
- San Antonio da Padova, secondo il rito latino, processione per le vie del paese con il simulacro di Sant'Antonio da Padova, 13 giugno.
- San Calogero, secondo il rito bizantino.
- San Giovanni Battista secondo la liturgia bizantina, processione per le vie del paese con il simulacro di San Giovanni Battista e tradizionale “rumputa ri pignati” in piazzetta Garibaldi, tradizionale fiera del bestiame, 24 giugno.
- San Pietro, si festeggia "A squagliata du chiummu", festa di antica provenienza che non prevede nessuna celebrazione religiosa, è solito far liquefare pezzi di piombo e, una volta raffreddati interpretare la figura ottenuta, 29 giugno.
- Sagra della Cuccìa festa di origini albanesi, 1º agosto.
- Primo di agosto, escursione alla Montagna delle Rose, ufficiatura liturgica bizantina e canti albanesi "O E Bukura More" 1º agosto.
- Canto della Paraklisis (lamentazioni alla madre di Dio), 1º agosto - 14 agosto.
- La Fiera secondo la liturgia bizantina, processione per le vie del paese con i simulacri di San Nicola di Myra, Madonna delle Grazie e SS.Crocifisso, tradizionale fiera del bestiame, 16 agosto.
- San Giuseppe e Madonna del Carmelo, la prima domenica di settembre, presso la Chiesa Santa Maria del lume, di rito latino, si svolge una processione con i simulacri di san Giuseppe e della Madonna del Carmelo. Il venerdì prima viene allestita una tavolata di pane di san Giuseppe. Nello stesso giorno, sempre sul sagrato della parrocchia, viene celebrata la messa in onore dei festeggiamenti del patriarca san Giuseppe e della Madonna del Carmelo.
- Esaltazione della Santa Croce secondo la liturgia bizantina, processione con il crocifisso per le vie del paese, tradizionale sagra degli gnocchi e del basilico, 14 settembre.
- San Martino, festa della famiglia e della solidarietà sociale di origine albanese, 11 novembre.
- San Nicola di Mira secondo la liturgia bizantina, processione per le vie del paese con il simulacro del Santo Patrono Nicola di Myra, tradizionale sagra dei "Virgineddi", 5-6 dicembre.
- Santa Lucia, secondo il rito latino, benedizione del tradizionale pane di santa Lucia e della Cuccìa, processione per le vie del paese, 13 dicembre.
- Natale, secondo la liturgia bizantina, divina liturgia di San Basilio, 24 - 25 dicembre.

### La Fiera 16 agosto
La Fiera, " 'A Fera" in palazzese, è una festa religiosa che si tiene in Palazzo Adriano dal 14 al 16 agosto di ogni anno.
Alla festa, che coincide con quella della chiesa di Maria Santissima Assunta, partecipano anche centinaia di donne e uomini che seguono scalzi la processione che si snoda per le vie del paese.

#### Organizzazione
La processione è organizzata da tre confraternite:
- Confraternita di san Nicola Di Myra, i confrati indossano una Maglia bianca con lo stemma della confraternita di appartenenza e il logo del Circolo Skanderbeg principale organizzatore della festa, e una fascia in vita di colore Verde con in più il simbolo dell'Eparchia di Piana Degli Albanesi.
- Confraternita della Madonna della grazia, formata principalmente da donne. Le consorelle indossano una maglia bianca con i medesimi loghi e una fascia su spalla color Blu-Oro, colori che riprendono il manto della Madonna.
- Confraternita del santissimo crocifisso, la più numerosa, conta più di cento confrati, gli stessi indossano una maglia bianca con i medesimi loghi e una fascia di colore rosso sul quale è cucito il simbolo dell'Eparchia di Piana Degli Albanesi.

### Istituzioni, enti e associazioni

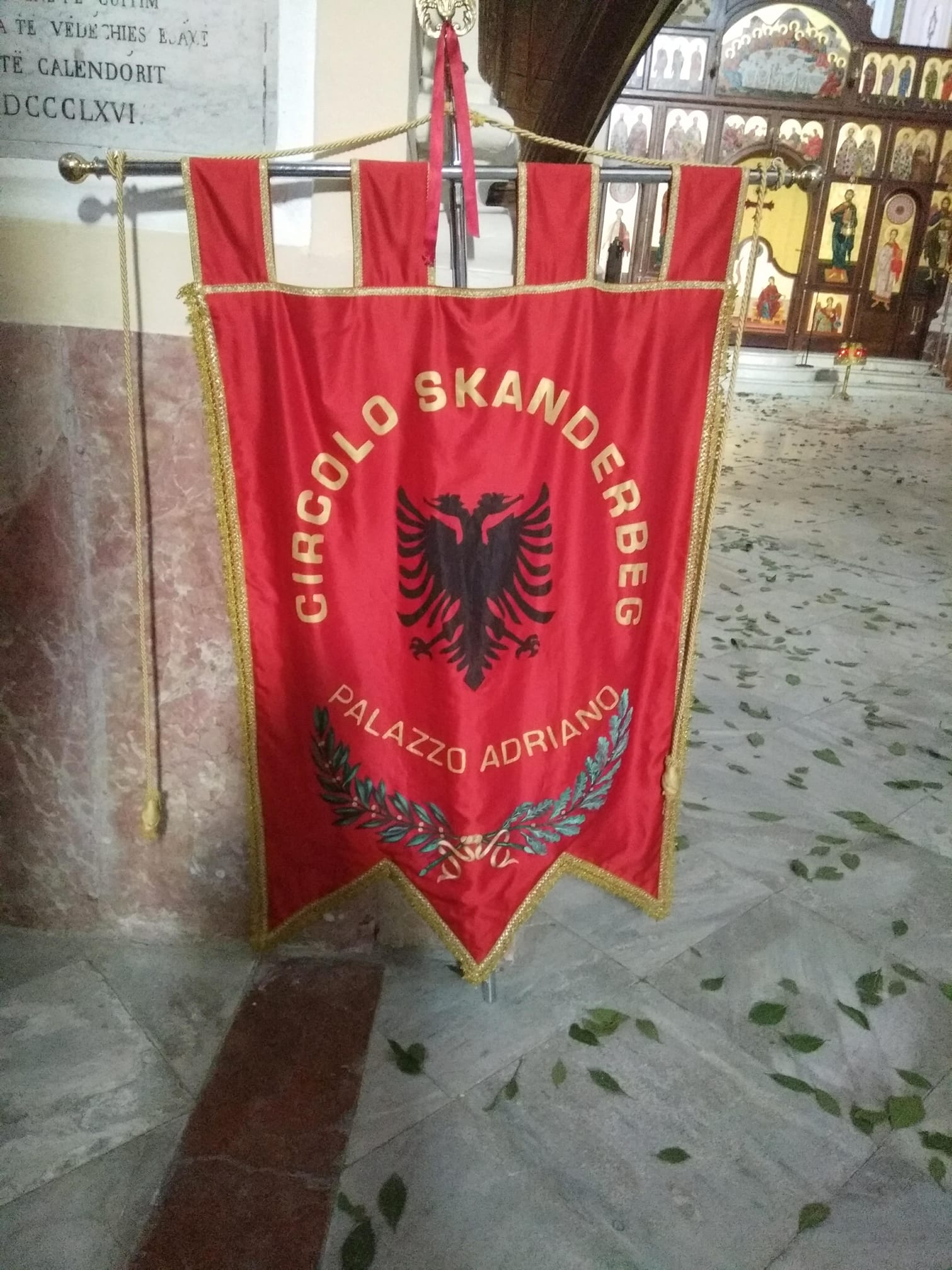
Gonfalone del circolo "Skanderbeg"

A Palazzo Adriano è operativo l'Ospedale "Regina Margherita": si tratta di una "unità operativa complessa" con tutte le sue divisioni di primariato. Inaugurato nel 1905, venne costruito accanto all'antico ospedale, a sua volta fondato nel 1790 dalla Reale Commenda della Magione di Palermo. Negli ultimi tempi le prestazioni dell'ospedale sono state ridotte per attuare la riconversione della struttura e la realizzazione della Residenza sanitaria assistenziale (RSA).
In Piazza Umberto I ha sede da tanti decenni lo storico circolo "Skanderbeg", il 4 novembre 2021 è stato visitato dal presidente della Repubblica dell'Albania Ilir Meta in occasione di una visita ai 5 comuni arbëreshë di Sicilia affermando che "[…] sulla base di questo prezioso patrimonio, è necessaria una maggiore cooperazione tra i comuni arbëreshë e albanesi, come un'ottima occasione per rafforzare i rapporti tra di noi, soprattutto nel campo del turismo culturale e storico."

## Cultura

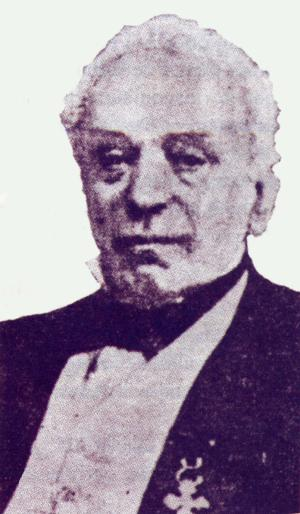
Gabriele Dara Junior (1826 - 1885)

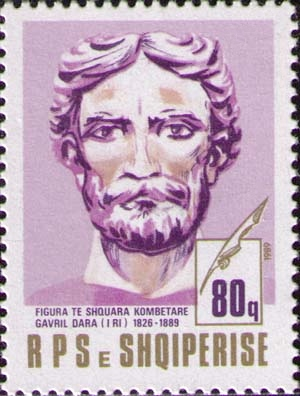
Francobollo del servizio postale di Stato d'Albania emesso nel 1989 in onore del poeta Gabriele Dara Junior

Nel tempo personalità di Palazzo Adriano, in maggioranza religiose, si sono distinte nella cultura, in special modo nella produzione letteraria albanese.
Tra questi da ricordare sono sicuramente: Papàs Paolo Maria Parrino (1710 - 1765), sacerdote di rito bizantino e letterato, allievo prediletto di P. Giorgio Guzzetta, rettore del Seminario Italo-Albanese di Palermo e parroco della chiesa contigua di San Nicolò, contigua al Seminario medesimo. Scrisse varie opere rimaste inedite, compiendo altresì un'opera storica «su 'dei Macedoni, o sian Epiroti", sotto la guida del Guzzetta e del Chetta. Primo ad esporre le notizie sulle colonie albanesi, è stato iniziatore dell'ideologia romantica albanista; Mons. Giuseppe Crispi (1781 - 1859), vescovo ordinario degli albanesi di rito orientale in Sicilia, vescovo di Lampsaco e filologo. Una delle figure più importanti della comunità arbëreshe della Sicilia del periodo, è autore di una delle prime monografie sulla lingua albanese: "Memoria sulla lingua albanese (Palermo, 1831)". Fu zio di Francesco Crispi, al quale diede una prima educazione; Giovanni Emanuele Bidera (1784 - 1858), poeta e drammaturgo; Gabriele Dara Junior (1826 - 1885), politico e poeta. Egli è considerato come uno dei primi scrittori della Rilindja, la rinascita nazionale albanese; Giuseppe Spata (1828 - 1901), magistrato, autore di parecchi saggi; Pietro Chiara (1840 - 1915), deputato al Parlamento italiano, poeta e giornalista. Della corrente politica di Francesco Crispi, ha scritto poesie in lingua albanese e ha appoggiato la causa di indipendenza dai turchi dell'Albania.

### Istruzione

#### Biblioteche
- Biblioteca comunale "Rao - Rafti"

Sita in via XX settembre, fondata nel 1926, possiede circa 15 000 volumi. Fu istituita per volere dell'avvocato Rao che, molto legato al paese natio, chiese che la biblioteca fosse intitolata "Biblioteca Andrea Rao e Fratelli Rafti" ad uso degli studiosi. La sala lettura al primo piano della biblioteca comunale porta il nome di Mario Francese, cronista autentico e coraggioso nel ricercare la verità, ucciso la sera del 26 gennaio 1979.

#### Scuole
A Palazzo Adriano è presente un istituto comprensivo statale "Francesco Crispi" succursale dell'Istituto comprensivo di Prizzi, che comprende la scuola materna (o dell'infanzia), la scuola elementare (o primaria) e la scuola media (o secondaria di primo grado), e una scuola privata, la scuola materna "San Basilio".

#### Musei

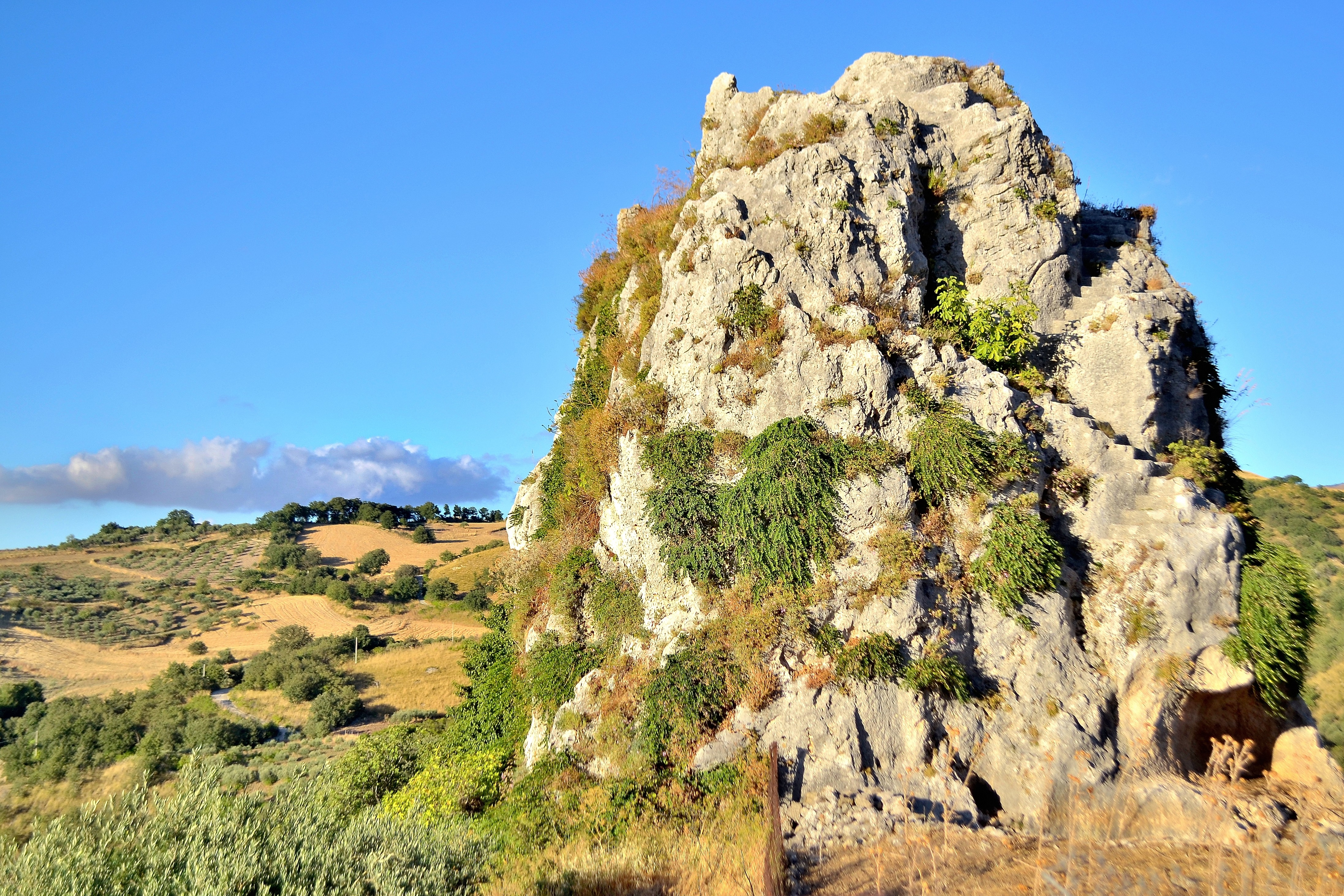
Pietra dei Saraceni

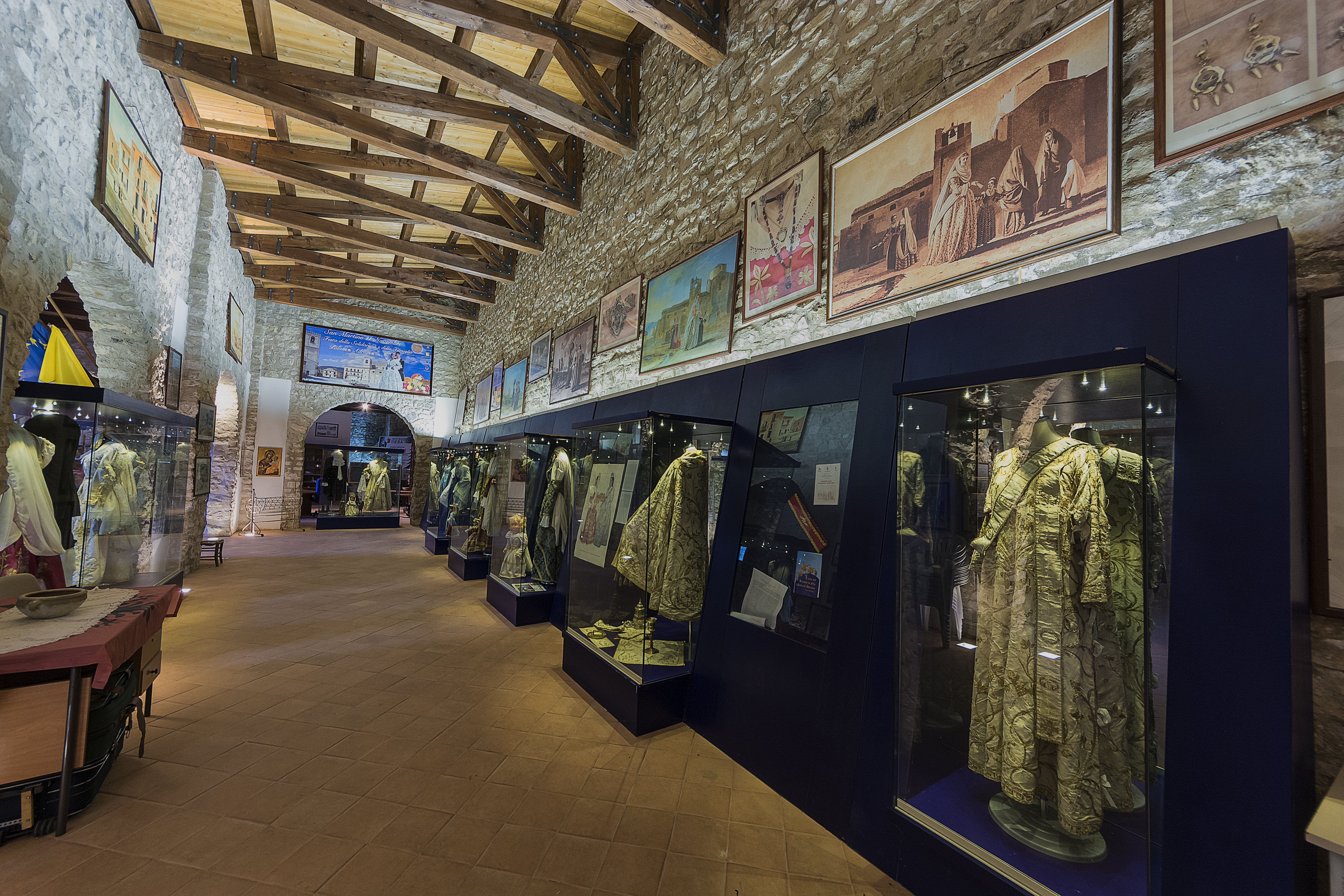
Museo comunale, sezione della cultura Albanese (Arbëreshë)

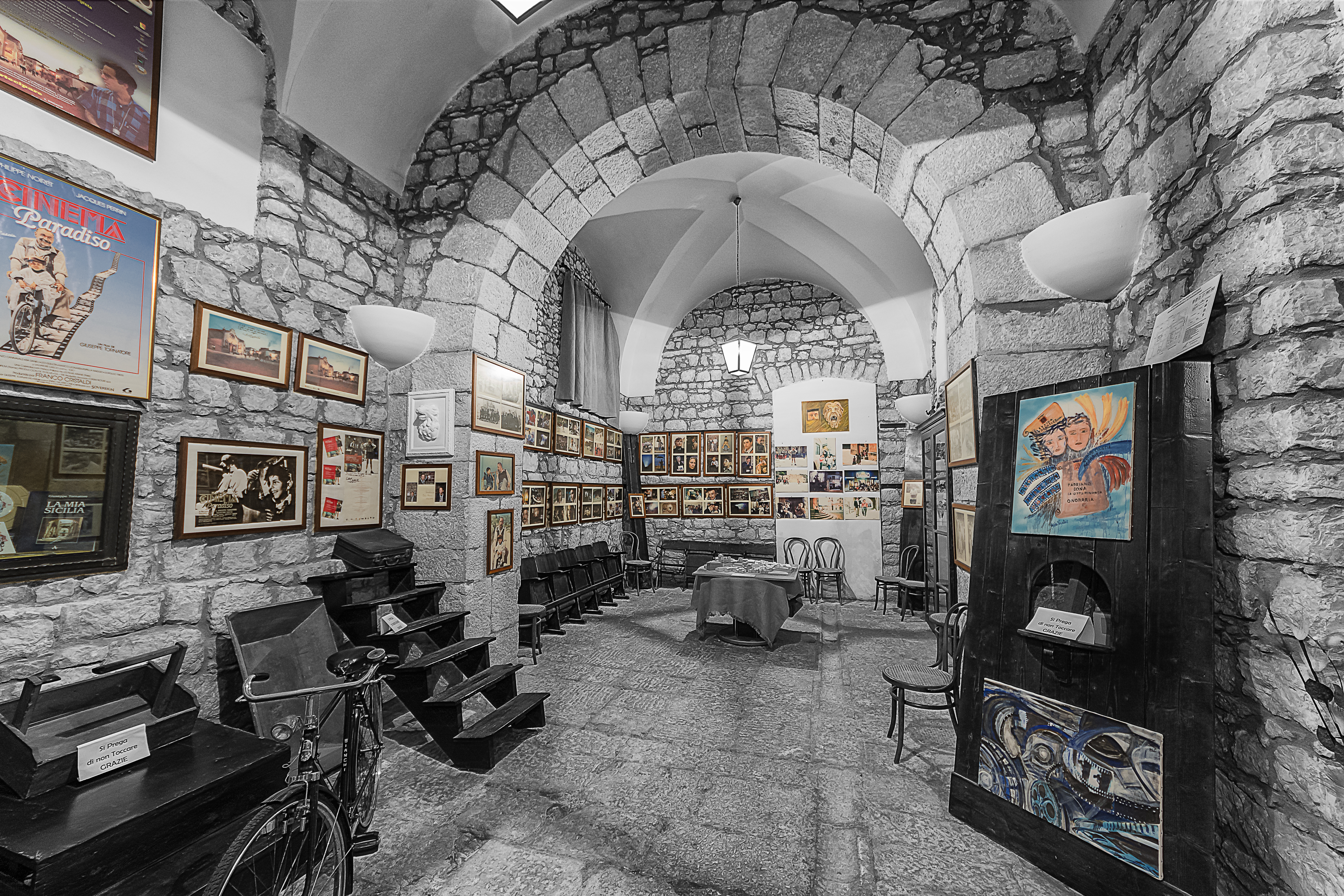
Museo "Nuovo Cinema Paradiso"

Il Museo comunale sito nella piazza Umberto I, al piano terra del palazzo municipale, si suddivide in varie sezioni:
- Sezione museo geo naturalistico del Permiano del Sosio: in esso sono esposti i calchi dei reperti geologici risalenti a circa 300 milioni di anni fa, ritrovati nel territorio della riserva naturale orientata Monti di Palazzo Adriano e Valle del Sosio. La maggior parte dei fossili sono stati rinvenuti presso la Pietra di Salamone e la Pietra dei Saraceni.
- Sezione della cultura Albanese (Arbëreshe): sita nelle stalle del castello borbonico, espone riproduzioni contemporanee dei costumi arbëreshë e gigantografie degli acquarelli di Jean Houel, realizzati nel 1782, raffiguranti le donne di Palazzo Adriano in tradizionali abiti albanesi. Di pregevole fattura sono gli originali paramenti sacri dei celebranti della divina liturgia bizantina, risalenti dal XVIII al XX secolo. Nella sezione del museo è esposto, inoltre, una riproduzione dell'abito di Ferdinando IV, ultimo abitante del castello.
- Sezione foto e video filmistica: sezione contenente fotografie e film delle iniziative realizzate negli ultimi 30 anni dal comune in collaborazione con la Proloco e altre associazioni cittadine.
- Sezione museo dell'acqua: si trovano foto raffiguranti le sorgenti di Palazzo Adriano; una teca del museo è dedicata a Biagio Governali, scultore che ha realizzato opere sul paese.

Dal 2023 in piazza Umberto I°, nell'ex palazzo comunale, ha sede il Museo Nuovo Cinema Paradiso: espone una serie di oggetti di scena originali, più di cento foto delle riprese e varie ricostruzioni delle scene più famose del film.
Presso la biblioteca comunale esiste una Sezione Museo del Libro.

### Media

#### Stampa
Pubblicazioni su Palazzo Adriano
- Aricò Tommaso, Brevi notizie sulle vicende storiche di Palazzo Adriano, Arti Grafiche G. Fiore e Figli, Palermo anno 1935
- Antonino Caldarella, Storia di Palazzo Adriano 1942, 2ª ed., Palazzo Adriano, Comune di Palazzo Adriano & Pro Loco "Palazzo Adriano", 2001.ISBN non esistente
- Cipolla Francesco, Briozoi permiani di Palazzo Adriano, Scuola tip. Boccone del povero, Palermo 1951
- Crispi Salvatore, Cenni topografico-medici sovra Palazzo Adriano, Tip. Clamis e Roberti, Palermo 1844
- De Marco Spata Bruno, I figli illustri di Palazzo Adriano, Edizioni Bideri, Napoli 1986
- De Marco Spata Bruno, Nascita di una chiesa: Maria Madre del Lume, parrocchia latina di Palazzo Adriano, Tip. Vittorietti, Palermo 1984
- Fabio Oliveri, Palazzo Adriano. Territorio e storia, Ristampa, Palazzo Adriano, Comune di Palazzo Adriano, 1997.ISBN non esistente

### Cinema
A Palazzo Adriano è stato girato quasi interamente il film di Giuseppe Tornatore Nuovo Cinema Paradiso. Lo scrittore Marco Padùla, nativo del luogo, che ha partecipato in qualità di comparsa alla realizzazione del film, ha scritto un romanzo, "Un Paese da Oscar" (Firenze Libri, 1991), ispirato alle vicende relative alle riprese cinematografiche che videro coinvolti come comparse abitanti del paese. Nell'ottobre 2007 sono state girate alcune scene del film La siciliana ribelle di Marco Amenta.

### Cucina
I piatti tipici di Palazzo Adriano sono:
- la gidata, una specie di pane ripieno di verdure salate
- la tabisca, pane schiacciato con le dita ed unto di olio d'oliva pre-cotto
- la muffuletta, preparata con olio, pepe e formaggio
- dolci come le mastrazzole, i cuddureddi di fichi e mandorle, le sfince di uova o di patate, i pupi cu l'ova o pani di Pasqua (panaret in albanese), confezionate con uova sode e pasta biscottata
- il canestrato, la ricotta (gjiza) ed altri formaggi (udhosët) provenienti da pascoli di alta montagna
- la Cuccìa (Grurët), grano o frumento cotto
- gostedde fritte (petullat), impasto di pizza o pane fritto
- pane di San Giuseppe
- pane di San Nicola (buka e Shën Kollit)
- “I virgineddi”, minestra di verdure preparata in occasione della festa del patrono San Nicola il 6 dicembre
- la pasta di San Giuseppe, condita con sarde e finocchi arricchito con mollica di pane tostata e zucchero.

## Economia

### Agricoltura
Fra i prodotti agricoli maggiormente coltivati ci sono cereali, olive, uva, e fichi d'India. È cospicuo l'allevamento dei bovini e degli ovini così come la lavorazione dei prodotti caseari.

### Artigianato
L'artigianato locale si basa sui ricami per la produzione di merletto e di lavori all'uncinetto e a calza. In paese sussistono alcune antiche attività, come quella degli ebanisti, che lavorano principalmente il legno secondo un antico insegnamento presente a Palazzo Adriano sin dal 1890. È presente l'artigianato artistico, di fattura pregiata e fantasiosa.

## Infrastrutture e trasporti

### Ferrovie
Dal 1920 al 1959 era in funzione anche la ferrovia Filaga–Palazzo Adriano a scartamento ridotto delle FS una piccola diramazione della ferrovia Lercara-Filaga-Magazzolo e a Palazzo Adriano aveva la sua stazione ferroviaria tuttora esistente ma non più in uso.

### Strade
Il comune è interessato dalla Strada Statale 188

## Amministrazione
Di seguito è presentata una tabella relativa alle amministrazioni che si sono succedute in questo comune.
| Periodo          | Periodo          | Primo cittadino                                           | Partito      | Carica                  | Note |
| ---------------- | ---------------- | --------------------------------------------------------- | ------------ | ----------------------- | ---- |
| 22 novembre 1993 | 30 novembre 1997 | Andrea Ribaudo                                            | Lista civica | Sindaco                 |      |
| 1º dicembre 1997 | 27 maggio 2002   | Giuseppe Alessi                                           | Lista civica | Sindaco                 |      |
| 28 maggio 2002   | 12 maggio 2007   | Giuseppe Alessi                                           | Forza Italia | Sindaco                 |      |
| 13 maggio 2007   | 5 maggio 2012    | Salvatore Masaracchia                                     | Lista civica | Sindaco                 |      |
| 6 maggio 2012    | 26 ottobre 2016  | Carmelo Cuccia                                            | Lista civica | Sindaco                 |      |
| 27 ottobre 2016  | 25 novembre 2018 | Michela La Iacona, Carmelo Fontana, Ferdinando Trombadore |              | Commissione prefettizia |      |
| 26 novembre 2018 | 9 giugno 2024    | Nicolò Granà                                              | Lista civica | Sindaco                 |      |
| 10 giugno 2024   | in carica        | Nicolò Granà                                              | Lista civica | Sindaco                 |      |

### Altre informazioni amministrative
Il comune di Palazzo Adriano fa parte delle seguenti organizzazioni sovracomunali: regione agraria n.1 (Montagna interna - Montagna di Corleone) e Unione dei Comuni Albanesi di Sicilia BESA (Lidhja e Bashkivet BESA). Dal 2012 al 2019 il comune di Palazzo Adriano è stato tra le sedi del Parco dei Monti Sicani.

## Sport

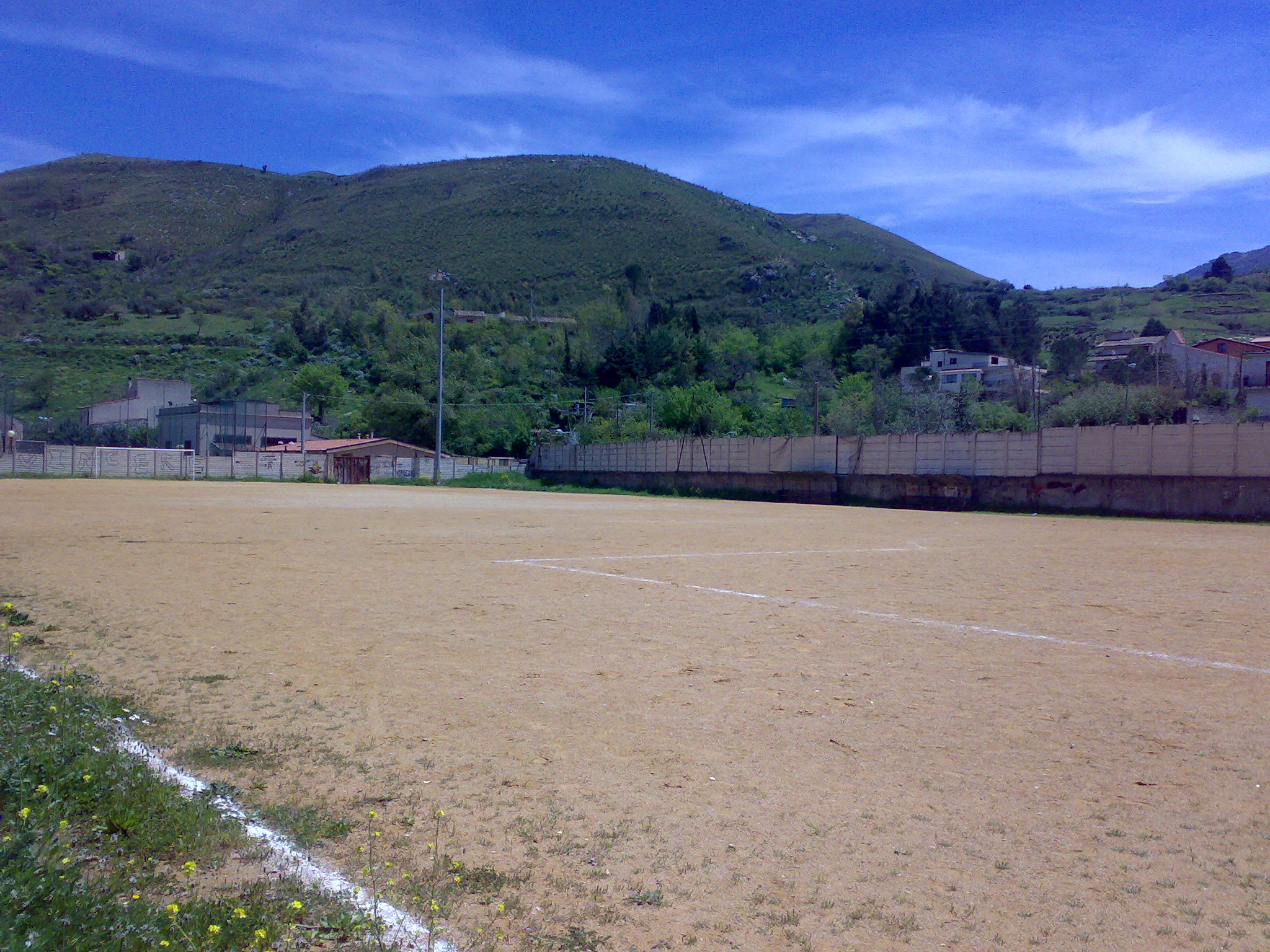
Ex stadio comunale

Palazzo Adriano ospita una delle prove del circuito Ecotrail Sicilia, l'Ecotrail dei Monti Sicani. È presente un'A.S.D. di ciclismo "Matt'in Bike".
A livello calcistico la squadra di Palazzo Adriano, "U.S. Città di Palazzo Adriano", fino ai primi anni duemila ha avuto un fiorente trascorso calcistico arrivando fino al campionato di Promozione. Ad oggi "U.S. Città di Palazzo Adriano" non esiste più.

### Impianti sportivi
- Ex Stadio comunale.
- Impianti sportivi "Daniele Francaviglia" campi da calcetto e pallavolo.

## Curiosità
A novembre del 2021, il quotidiano inglese "The Guardian" ha dedicato un servizio a Palazzo Adriano come il comune italiano che ha raggiunto l'incredibile cifra del 104% di persone vaccinate contro il Covid-19. Nello spiegare lo strano dato, dovuto al fatto che anche individui non residenti vaccinati a Palazzo Adriano sono stati conteggiati nelle statistiche, il sindaco Nicolò Granà ha confermato che la popolazione locale ha compreso la gravità della situazione sanitaria e dunque si è vaccinata in massa.